# آسیاب گل گل ۲
آسیاب گل گل ۲ مربوط به دوره صفوی است و در شهرستان پل‌دختر، بخش مرکزی، دهستان ملاوی، ۱/۴ کیلومتری غرب روستای گل گل علیا واقع شده و این اثر در تاریخ ۲۲ آبان ۱۳۸۶ با شمارهٔ ثبت ۲۰۱۳۲ به‌عنوان یکی از آثار ملی ایران به ثبت رسیده است.